# Gustavo Loyola
Gustavo Jorge Laboissière Loyola (Goiânia, 19 de dezembro de 1952) é um economista brasileiro.

## Biografia
É filho do ex-Procurador-Geral de Justiça do Estado de Goiás, Cleomar de Barros Loyola, graduado pela Universidade de Brasília e doutor em economia pela Fundação Getúlio Vargas, e ex-presidente do Banco Central do Brasil, cargo que ocupou em dois períodos distintos.[carece de fontes?]
Gustavo Loyola foi diretor operacional da Planibanc Corretora de Valores de novembro de 1987 a janeiro de 1989 e diretor-adjunto do Banco de Investimento Planibanc S.A. de fevereiro a outubro de 1989. O Banco Planibanc foi fundado em 1983 por um grupo de investidores, dentre eles o economista Luiz Carlos Mendonça de Barros.
No Banco Central, exerceu o cargo de diretor de Normas do Mercado Financeiro e chefe do Departamento de Normas do Mercado de Capitais (1990-1992). Em seguida se tornou o presidente do Banco Central (novembro de 1992 a março de 1993), substituindo Francisco Roberto André Gros, pouco após o impeachment do presidente Fernando Collor. Retornou ao cargo de presidente em junho de 1995, permanecendo até agosto de 1997, quando foi substituído por Gustavo Franco. Em sua última gestão como presidente do Banco Central, Loyola foi responsável pela reestruturação do sistema bancário brasileiro.
Foi sócio e diretor da empresa MCM Consultores Associados de agosto de 1993 a maio de 1995, no intervalo entre os períodos em que ocupou a presidência do Banco Central.
Atualmente, Gustavo Loyola é sócio-diretor da empresa de consultoria Tendências Consultoria Integrada.
Gustavo Loyola foi eleito "Economista do Ano de 2014" pela Ordem dos Economistas do Brasil.